# Pohjolas dotter
Pohjolas dotter är en symfonisk fantasi för stor orkester, op 49. av Jean Sibelius komponerad 1906. Ursprungligen hade Sibelius tänkt kalla verket för Väinämöinen efter hjälten i det finska nationaleposet Kalevala men ändrade sig senare. Verket uruppfördes i Sankt Petersburg och Sibelius själv dirigerade Mariinskijteaterns orkester.
I Kalevalas åttonde runa berättas om Väinämöinen som på hemfärd från det kalla landet Pohjola ser en vacker flicka sittande på regnbågen. Han friar till henne och flickan lovar slutligen svara ja om han kan utföra diverse omöjliga uppdrag såsom att klyva tagel med en slö kniv, slå osynliga knutar på ett hönsägg, flå en gråsten och hugga skaklar ut ur is utan att den minsta flisa lossnar. Med trolldom löser Väinämöinen uppdragen. Till sist får han uppdraget att bygga en båt av stickor från flickans slända och sjösätta båten utan att vidröra den. Under arbetet hugger han sig i knät så blodet forsar, tvingas ge upp och åker därifrån ensam.